# Натурный лист
Натурный лист поезда (натурка) — основной технологический документ, используемый для организации процесса обработки вагонопотоков на станциях железных дорог. Является первоисточником для учёта наличия вагонов на железнодорожных станциях и создания вагонной модели, в том числе, при перевозке опасных грузов.
Натурный лист также предназначен для передачи информации о прибытии, отправлении и подходе поездов, и для розыска вагонов.
Натурный лист грузового поезда заполняется согласно форме ДУ-1, пассажирского — ДУ-1Л.